# Weser-Formation
Die Weser-Formation (früher auch Oberer Gipskeuper, Bunte Mergel oder Rote Wand) ist eine lithostratigraphische Formation des Mittleren Keupers in der Germanischen Trias. Die lithostratigraphische Einheit wird von der Stuttgart-Formation unterlagert und von der Arnstadt-Formation überlagert.

## Definition
Die Untergrenze der Weser-Formation ist die Basis des sog. Hauptsteinmergels bzw. des Beaumont-Horizontes oder die Kühlsche Brekzie. Die Obergrenze ist die Oberkante des Heldburg-Gipsmergels. Die Weser-Formation besteht überwiegend aus Tonsteinen und Evaporiten. Im unteren Teil enthält die Formation rotbraune Tonsteine mit Sulfatlagen („Rote Wand“). Darüber folgen grünliche und bunte Tonsteine mit Steinmergelbänken („Lehrbergbänke“). In den Ablagerungsgebieten von Steinsalz sind drei Steinsalzlager nachgewiesen. Die Mächtigkeiten betragen durchschnittlich etwa 100 bis 150 m, in Grabenzonen werden auch über 400 m erreicht. Die Mächtigkeiten können aber durch Salz- und Gipsauslaugung stark reduziert sein. In Süddeutschland werden nur 75 m bis weniger als 10 m erreicht. An den Beckenrändern zum Vindelizischen Land hin verzahnt sich die Weser-Formation mit der Steigerwald-, der Hassberge- und Mainhardt-Formation. Die Weser-Formation wird in das Karnium (Unterstufen Julium bis Tuvalium) datiert. Nach der STD2002 entspricht das geochronologisch einem Zeitraum von 3,5 Millionen Jahren (224,5 bis 221 mya). Die Typlokalität der Weser-Formation liegt bei Polle an der Weser. Die Typregion ist das Weserbergland.

## Gliederung
Die Gliederung der Weser-Formation in Subformationen ist bisher noch nicht offiziell beschlossen worden. Vath schlug 2005 folgende Unterteilung für die Weser-Formation im südlichen Niedersachsen vor:
- Polle-Subformation
- Rischenau-Subformation

Es können bis zu 11 sedimentäre Kleinzyklen unterschieden werden.

## Ablagerungsraum
Die Ablagerungsraum der Weser-Formation war dem Ablagerungsraum der Grabfeld-Formation sehr ähnlich. In einem weiten und flachen Becken wurden Tonsteine abgelagert. Durch kurzzeitige Überflutungen und Austrocknen kam es zur Ablagerung von Evaporiten. In den Restseen (Salzseen) wurden bis zu mehrere Hundert Meter Steinsalz abgelagert.

## Fossilien
Die Weser-Formation enthält nur wenige Fossilien. Die Lehrbergbänke führen Muscheln (Bivalvia), Schnecken (Gastropoda) und Muschelkrebse (Ostracoda). Auch einige Wirbeltiere wurden schon gefunden.